# Hamria
Hamria est un grand quartier de Meknès au Maroc, partie construite à partir de 1919 par l'armée française qui était basée à meknès à cette époque
.

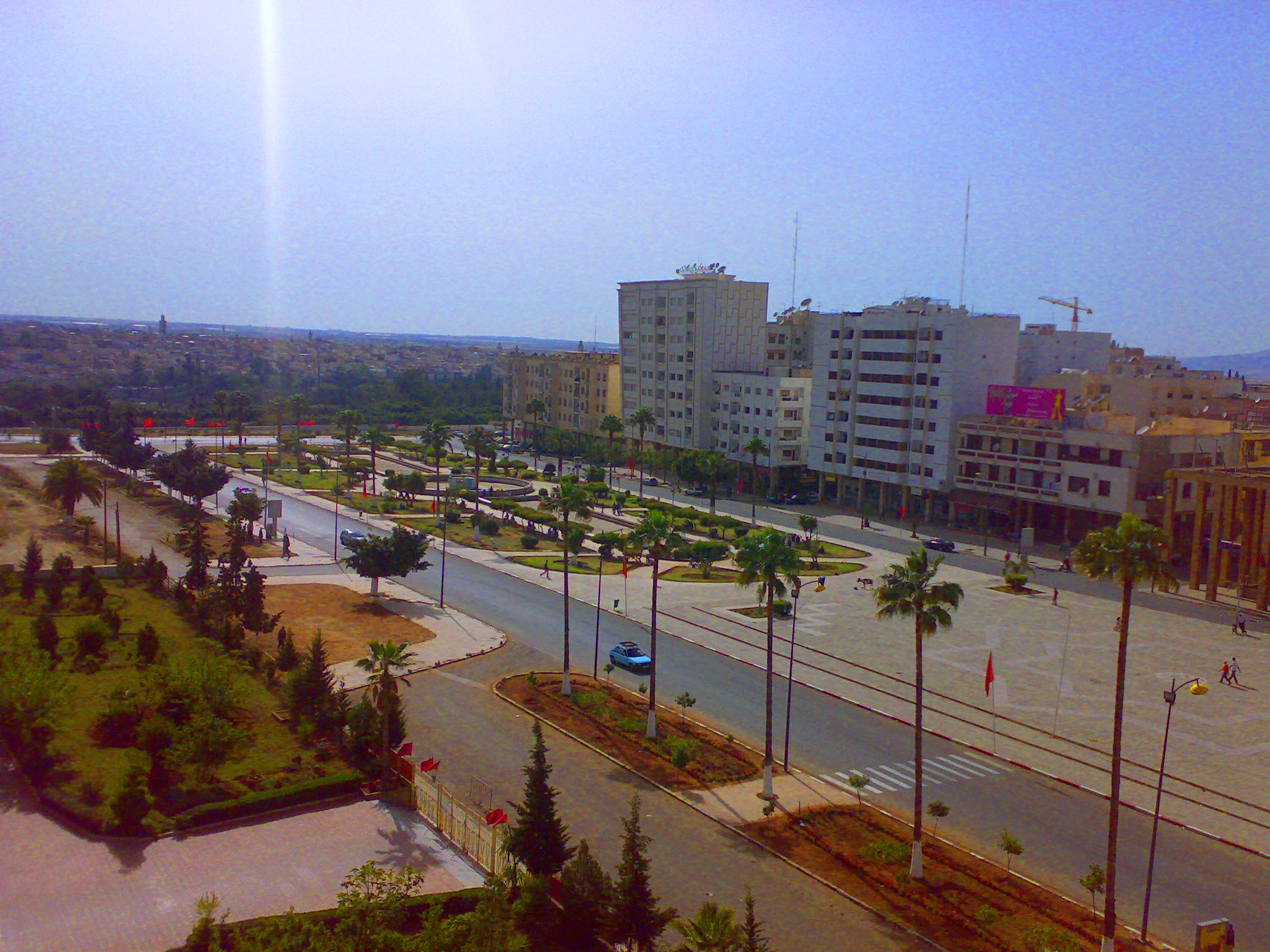
Place hotel de ville, Meknès.

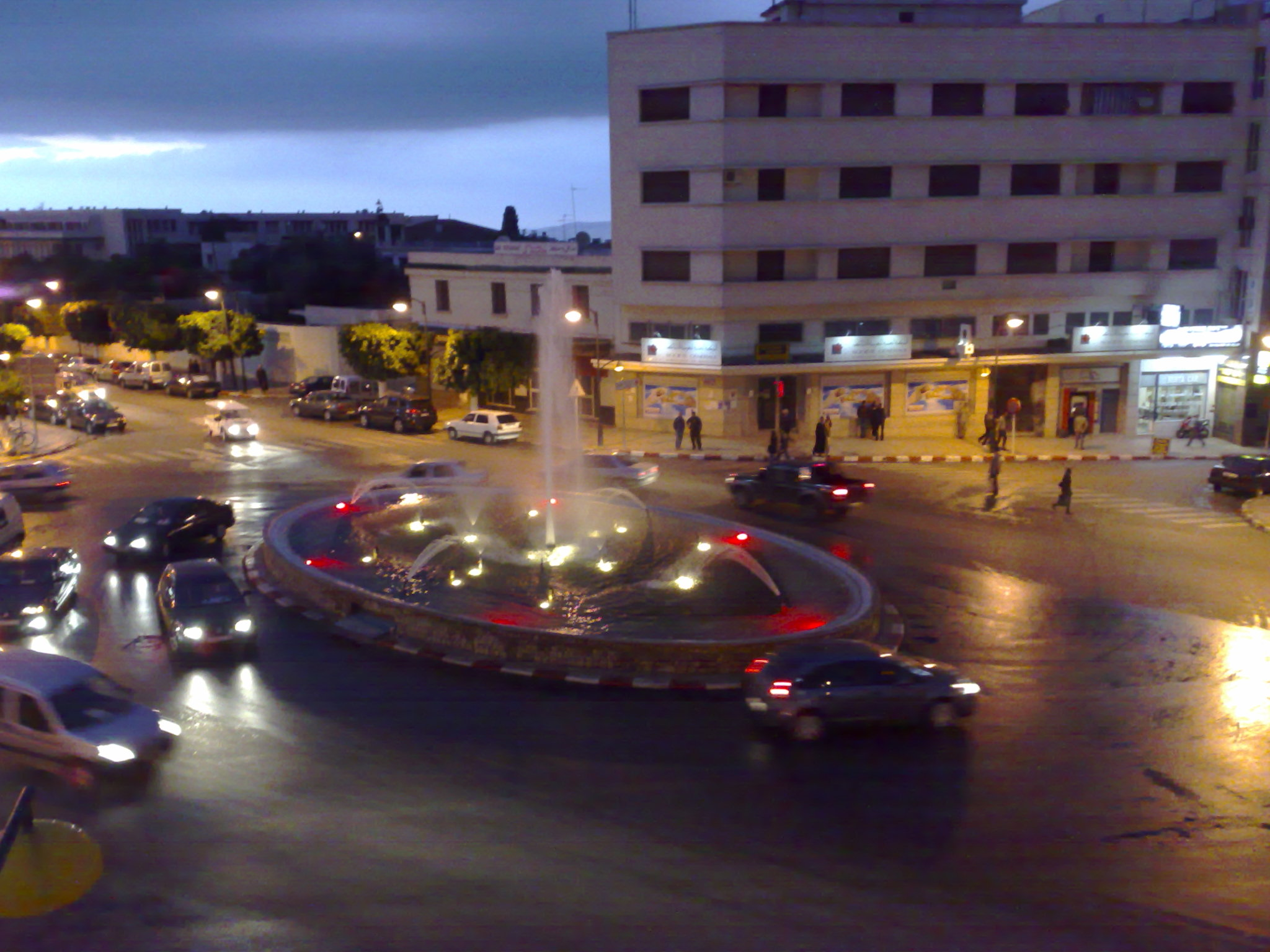
Rond-point Camera situé au centre ville de Meknès

Situé au centre-ville, le quartier de Hamria est doté de deux gares ferroviaires, Meknès-ville et Meknès-Amir Abdelkader (ex gare Lafayette), et de principales avenues de la ville comme les FAR , Mohammed V ou Hassan 2 . S'y trouvent aussi le palais de la municipalité, l’hôtel de ville, la poste, la mairie, les centres culturels, les grandes écoles publiques et privées et les principales administrations urbaines et régionales.